# Sorelle Lumière
Sorelle Lumière è un album della cantante italiana Mina, pubblicato nel 1992. È stato commercializzato anche in vinile nel formato di doppio LP.

## Descrizione
Per il layout dell'album, Mina si ispira al cinema, a partire dal titolo che rende omaggio ai fratelli Lumière. Così la copertina vede la cantante trasformarsi in «un proiettore cinematografico con due bobine al posto dei capelli, gli ingranaggi nel cervello e le immagini che le scaturiscono dagli occhi», mentre nelle foto interne Mina si fa «tenebrosa» e, guardandosi allo specchio, nota una "M" disegnata sulla sua schiena, citazione del film M - Il mostro di Düsseldorf di Fritz Lang. L'intero disco diventa così «un film che si dipana nella sua testa, un film lungo venti canzoni, [...] forse un vecchio melò, dalle tinte forti, una storia sentimentale senza lieto fine». «Se il primo volume è elegante, intenso», «più vario e soffuso di atmosfere vellutate», nell'album di inediti «le ampie melodie sono cariche di tristezze, di gemiti di donne disperate e amare», «un fuoco d'artificio di capricci e invenzioni, [...] di storie complesse, contorte, di uomini che non capiscono, di donne che soffrono, si annoiano, sognano». Quasi tutti i pezzi rientrano in queste definizioni: Anima nera, in cui la Mina buona e consigliera di Anche un uomo lascia il posto ad una Mina arrabbiata e delusa («Mai sarai per lui la sola donna d'amare, mai. Anima nera, bugiarda, non cambia mai»); in Se poi, Carlo Marrale le fa cantare «soffro, bevo e mi rovino, lo so», perché «le eroine subiscono sempre»; in Uomo ferito, Mina si fa più comprensiva e consolatrice - una specie di «crocerossina» - e quell'«uomo ferito come un passero che non vola più» ritroverà la luce grazie all'amore della sua donna. E poi la conclusiva La follia, che «sfocia nel fogliettone di un torbido delitto» («Ormai non sento più la voce sua da vile incantatore... Il mio pugnale è lì, piantato lì, al centro del suo cuore...») e che rappresenta l'«atto finale di questo nuovo capitolo dove Mina [...] si ritrae come un mostro, marcato dal segno M, e oggetto di feticismo da cinematografo».

Immagine tratta dal libretto dell'album.

Immagine tratta dal libretto dell'album.

## Tracce
Disco 1 / CD 1
1. Come mi vuoi – 5:40 (testo: Mariella Nava – musica: Eduardo De Crescenzo, Mariella Nava)
2. Un nuovo amico / E poi... – 4:11
3. Come stai? (feat. Massimiliano Pani) – 4:35 (testo: Massimiliano Pani, Giorgio Calabrese, Claudia Ferrandi – musica: Massimiliano Pani)
4. Cry Me a River – 5:22 (Arthur Hamilton)
5. Figlio unico (Trem das Onze) – 3:51 (testo: João Rubinato, Riccardo Del Turco – musica: João Rubinato)
6. Non avere te – 5:02 (Massimiliano Pani, Giorgio Calabrese, Massimo Bozzi)
7. I ricordi della sera (È scesa malinconica la sera) – 3:03 (Tata Giacobetti, Virgilio Savona)
8. Cigarettes and coffee – 4:30 (testo: Scialpi, Franco Migliacci – musica: Scialpi)
9. I'll Fly for You / Oye Como Va / Black Magic Woman – 5:15
10. Robinson – 2:25 (testo: Giorgio Calabrese – musica: Massimiliano Pani)

Durata totale: 43:54
Disco 2 / CD 2
1. Anima nera – 4:35 (testo: Maurizio Morante – musica: Piero Cassano, Massimiliano Pani)
2. Se poi – 5:43 (Carlo Marrale)
3. Fuliggine – 4:05 (Maurizio Morante)
4. Uomo ferito – 4:01 (Valgaut)
5. Quando finisce una canzone – 4:23 (Maurizio Morante, Sergio Farina)
6. Neve [5] – 5:22 (Giovanni Donzelli, Vincenzo Leomporro)
7. Amore, amore, amore mio – 5:00 (testo: Corrado Castellari, Giacinto De Mitri – musica: Corrado Castellari)
8. Ancora un po' (feat. Roberto Costa) – 4:37 (Francesco Giardinazzo, Roberto Costa)
9. Voli di risposte – 2:17 (Samuele Cerri)
10. La follia – 3:38 (Maurizio Morante, Sergio Farina)

## Versioni tracce
- E poi...

versione originale, vedi Frutta e verdura
versione Live '78, vedi Mina Live '78
versione in spagnolo Y que?, vedi Colección latina
versione in tedesco Und dann, vedi Heisser Sand
versione in inglese Runaway, vedi Runaway/I Still Love You (Singolo inglese '74)
versione in francese Et puis ça sert à quoi vedi Mina (Album francese '76)
- Come stai?

versione in spagnolo '07 ¿Cómo estás?, vedi Todavía
- Neve

versione in spagnolo '07 Nieve, vedi Todavía

## Formazione
- Mina – voce
- Massimo Moriconi – basso, contrabbasso
- Ellade Bandini – batteria
- Danilo Rea – pianoforte, Fender Rhodes, fisarmonica
- Sergio Farina – chitarra acustica, bouzouki, tastiera, chitarra elettrica
- Paolo Gianolio – chitarra elettrica, chitarra acustica
- Antonio Faraò – pianoforte
- Roberto Gatto – batteria
- Sandro Gibellini – chitarra
- Massimo Bozzi – programmazione, cori
- Massimiliano Pani – tastiera, cori, programmazione
- Andrea Braido – chitarra classica, chitarra acustica, chitarra elettrica
- Jacinto Pereira De Tazza[6] – percussioni
- Franco Ambrosetti – flicorno, tromba
- Maurizio Giammarco – sax alto, sassofono soprano
- Samuele Cerri, Simonetta Robbiani, Moreno Ferrara – cori

## Classifiche

### Classifiche settimanali
| Classifica (1992) | Posizione massima |
| ----------------- | ----------------- |
| Europa            | 60                |
| Italia            | 4                 |

### Classifiche di fine anno
| Classifica (1992) | Posizione |
| ----------------- | --------- |
| Italia            | 29        |